# ريوسوكي أوتشي
ريوسوكي أوتشي (باليابانية: 越智 亮介) (7 أبريل 1990 في إيمباري في اليابان – )؛ هو لاعب كرة قدم ياباني سابق كان يلعب كلاعب وسط.

## وصلات خارجية
- ريوسوكي أوتشي على موقع رابطة كرة القدم اليابانية للمحترفين (اليابانية)
- ريوسوكي أوتشي على موقع قاعدة بيانات كرة القدم.إي يو (الإنجليزية)
- ريوسوكي أوتشي على موقع Soccerway.com (الإنجليزية)
- ريوسوكي أوتشي على موقع عالم كرة القدم.نت (الإنجليزية)